# Grasbarsch

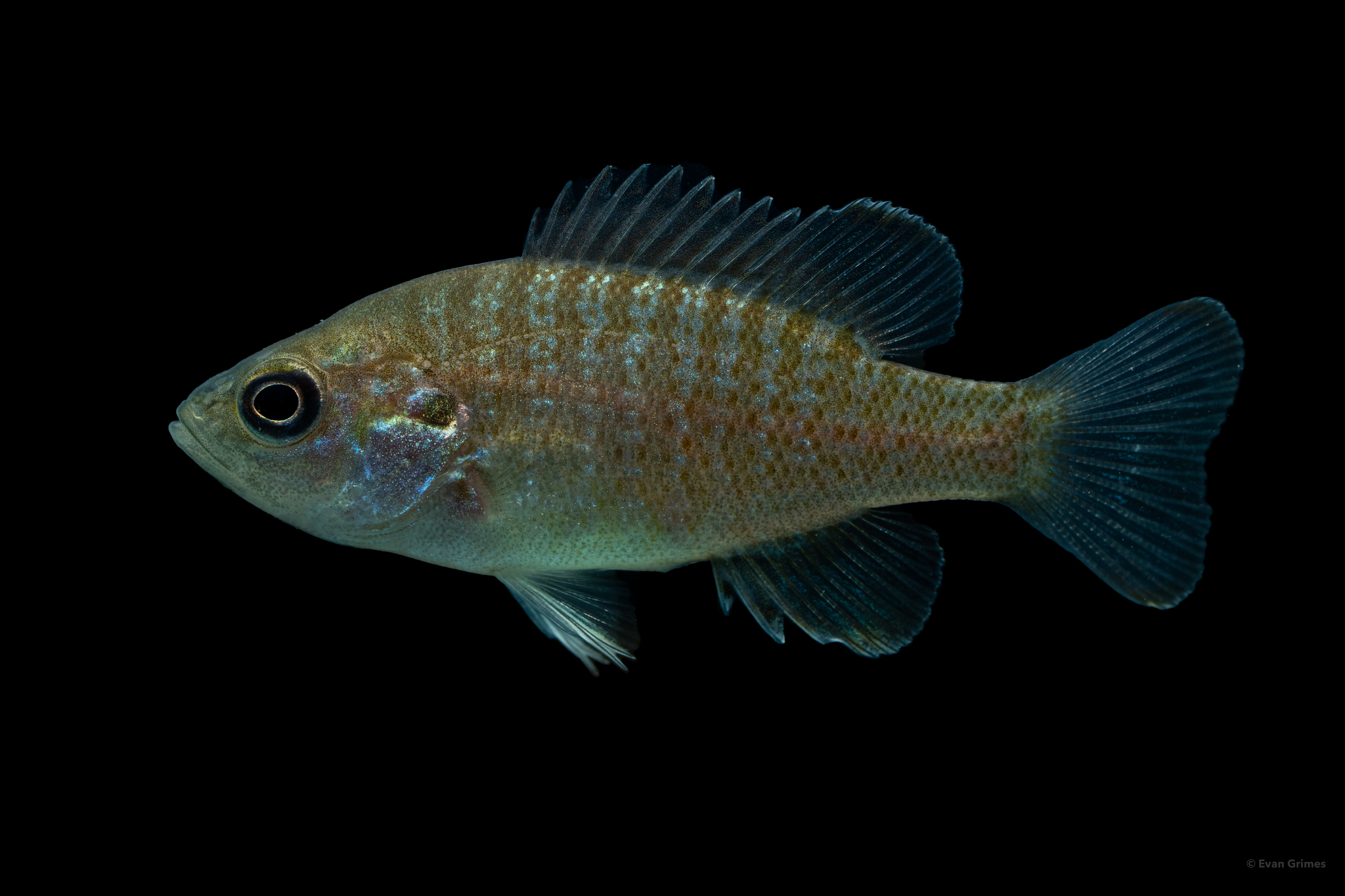
Lepomis cyanellus, juvenil

Der Grasbarsch (Lepomis cyanellus), auch Grüner Sonnenbarsch genannt, ist ein Fisch aus der Familie der Sonnenbarsche (Centrarchidae).

## Merkmale
Der Grasbarsch unterscheidet sich von anderen Lepomis-Arten hauptsächlich durch seinen flacheren Körperbau und sein deutlich größeres Maul. Sein Körper ist größtenteils grünlich gefärbt und mit einigen blauschimmernden Schuppen besetzt. Dabei sind Männchen meist etwas intensiver gefärbt als Weibchen. Die Fische erreichen meist eine Größe von 15 bis 20 cm, können aber in Ausnahmefällen bis zu 31 cm groß werden.

## Verhalten
Seine Nahrung besteht hauptsächlich aus Kleintieren wie Insekten und deren Larven, Schnecken und Krebsen, aber auch kleine Fische werden erbeutet. Wie sein Verwandter, der Sonnenbarsch betreibt auch der Grasbarsch eine intensive Brutpflege. Zur Laichzeit sucht das Männchen Flachwasser mit sandigem oder kiesbedecktem Grund auf. Dort fächelt es mit der Schwanzflosse eine flache Grube frei, die es vehement verteidigt. Das Weibchen wird durch auffälliges Werben des Männchens zum Nest gelockt. Dort kommt es nach einigen Scheinpaarungen zum eigentlichen Laichakt. Die dabei abgegebenen Eier sind klar und farblos, klebrig und haben einen Durchmesser von etwa einem Millimeter. Nach etlichen Paarungen wird das Weibchen aus der Nähe der Grube vertrieben. Pflege und Bewachung des Geleges übernimmt allein das Männchen. Es befächelt die Eier und die geschlüpften Larven mit Frischwasser, bis diese ihren Dottersack aufgezehrt haben. Die Larven schlüpfen nach etwa zwei Tagen und sind nach weiteren sieben Tagen in der Lage, sich selbstständig zu versorgen.

## Verbreitung
Sein natürliches Verbreitungsgebiet umfasst die Vereinigten Staaten von den Appalachen im Osten bis zu den Rocky Mountains sowie den Süden von Ontario und das nordöstliche Mexiko. Er wurde jedoch auch in Neuengland, Kalifornien und Teilen Europas eingeführt. In Deutschland wurde er bereits im Bereich Worms – Karlsruhe und in Hessen gefunden. Sein bevorzugter Lebensraum sind Teiche, Seen und langsam fließende Flüsse mit dichter Vegetation.

## Ökologie
Grasbarsche sollten unter keinen Umständen in der Natur ausgesetzt werden, da sie im europäischen Klima durchaus überlebens- und fortpflanzungsfähig sind. Sie können als Neozoen auch einheimische Arten wie den Kaulbarsch verdrängen und durch ihre Gefräßigkeit den Bestand aquatischer Kleintiere schädigen.

## Aquaristik
Dieser Fisch erfreut sich einer gewissen Beliebtheit unter Aquarianern und kann in einem Kaltwasseraquarium oder Gartenteich gehalten werden. Je nach Herkunft kann diese Art sogar im Gartenteich überwintert werden. Wichtig bei der Haltung ist allerdings eine Versorgung mit klarem, sauerstoffreichem Wasser. Außerdem sollte man den Grasbarschen sowohl verschiedene Versteckmöglichkeiten als auch genug offenen Schwimmraum bieten. Deshalb sollte ein Aquarium für ein Paar Grasbarsche mindestens eine Kantenlänge von mindestens 1,2 m aufweisen.